# Alan Thompson (kanovaarder)
Alan Blair Thompson (Gisborne 14 juni 1959) is een Nieuw-Zeelands kanovaarder.
Thompson behaalde zijn grootste successen tijdens de Olympische Zomerspelen 1984 in het Amerikaanse Los Angeles, door het winnen van de gouden medaille op de K-1 1.000 meter en de K-4 1.000 meter. Op de wereldkampioenschappen won Thompson in totaal drie medailles.

## Belangrijkste resultaten

### Olympische Zomerspelen
| Editie | Plaats      | Resultaten                          |
| ------ | ----------- | ----------------------------------- |
| 1980   | Moskou      | halve finale K-2 500m 8e K-2 1.000m |
| 1984   | Los Angeles | K-1 1000m K-4 1.000m                |
| 1988   | Seoel       | 6e K-1 1.000m                       |

### Wereldkampioenschappen vlakwater
| Jaar | Plaats   | Resultaten          |
| ---- | -------- | ------------------- |
| 1982 | Belgrado | K-1 500m · K-2 500m |
| 1983 | Tampere  | K-1 1.000m          |

1936: Gregor Hradetzky ·
1948: Gert Fredriksson ·
1952: Gert Fredriksson ·
1956: Gert Fredriksson ·
1960: Erik Hansen ·
1964: Rolf Peterson ·
1968: Mihály Hesz ·
1972: Aleksandr Sjaparenko ·
1976: Rüdiger Helm ·
1980: Rüdiger Helm ·
1984: Alan Thompson ·
1988: Greg Barton ·
1992: Clint Robinson ·
1996: Knut Holmann ·
2000: Knut Holmann ·
2004: Eirik Verås Larsen ·
2008: Tim Brabants ·
2012: Eirik Verås Larsen ·
2016: Marcus Walz ·
2020: Bálint Kopasz ·
2024: Josef Dostál
1964: Anatoli Grisjin & Vjatsjeslav Ionov & Vladimir Morozov & Nikolai Tsjoezjikov ·
1968: Steinar Amundsen & Tore Berger & Jan Johansen & Egil Søby ·
1972: Valeri Didenko & Joeri Filatov & Vladimir Morozov & Joeri Stetsenko ·
1976: Aleksandr Degtjarev & Joeri Filatov & Vladimir Morozov & Sergej Tsjoechrai ·
1980: Bernd Duvigneau & Rüdiger Helm & Harald Marg & Bernd Olbricht ·
1984: Grant Bramwell & Ian Ferguson & Paul MacDonald & Alan Thompson ·
1988: Attila Ábrahám & Ferenc Csipes & Zsolt Gyulay & Sándor Hódosi ·
1992: Mario von Appen & Oliver Kegel & Thomas Reineck & André Wohllebe ·
1996: Detlef Hofmann & Thomas Reineck & Olaf Winter & Mark Zabel ·
2000: Gábor Horváth & Zoltán Kammerer & Botond Storcz & Ákos Vereckei ·
2004: Gábor Horváth & Zoltán Kammerer & Botond Storcz & Ákos Vereckei ·
2008: Abalmasaw & Litvintsjoek & Machnew & Pjatroesjenka ·
2012: Jacob Clear & Dave Smith & Tate Smith & Murray Stewart ·
2016: Marcus Groß & Max Hoff & Tom Liebscher & Max Rendschmidt
- International Standard Name Identifier: 0000 0001 0785 2503
- Library of Congress Control Number: nb99029475
- Virtual International Authority File: 88135965